# Dentons
Dentons (in cinese mandarino: 大成, traslitterato: Dacheng) è un'azienda multinazionale di studi legali, prima al mondo per numero di avvocati e sesta per fatturato, con sedi a Pechino, Londra e Washington nonché 183 uffici in 73 Paesi del globo.

## Storia
L'11 novembre 2012, gli studi SNR Denton, Salans e il canadese Fraser Milner Casgrain annunciarono una triplice fusione, dando vita ad una nuova associazione legale di diritto svizzero (Verein) di nome Dentons. I partner delle tre società hanno ratificato la fusione il 28 novembre 2012, completandola il 28 marzo 2013. Dentons ha quindi aperto un ufficio a Houston, Texas, nel settembre 2013.
Il 26 gennaio 2015, l'associazione ha annunciato un'ulteriore fusione con una società cinese, la Dacheng (cinese: 大成), finalizzata a novembre del medesimo anno. Grazie a questa, Dentons ha superato Baker McKenzie e DLA Piper, diventando lo studio legale con il maggior numero di avvocati al mondo.
Il processo di creazione di un superplayer legale è proseguito con le fusioni con lo studio statunitense McKenna Long & Aldridge nel 2015, con l'incorporazione degli uffici a Perth e Sydney dello studio australiano Gadens nel 2016, ed infine con lo studio scozzese Maclay Murray & Spens e gli americani Bingham Greenebaum Doll e Cohen & Grigsby tra 2017 e 2019.

## In Italia
Lo studio è attivamente presente in Italia con due uffici a Milano e Roma.